# Эффект Штарка

Расщепление основных энергетических уровней атома водорода на ряд дискретных подуровней в электрическом поле. — главное квантовое число.

Эффе́кт Шта́рка — смещение и расщепление электронных термов атомов во внешнем электрическом поле.
Эффект Штарка имеет место как в постоянном, так и переменных (включая свет) электрических полях. В последнем случае его называют переменным эффектом Штарка.
Электронные термы смещаются не только во внешнем поле, но и в поле, созданном соседними атомами и молекулами. Штарковский эффект лежит в основе теории кристаллического поля, имеющей большое значение в химии.
Использование переменного эффекта Штарка позволило охлаждать атомы различных металлов до сверхнизких температур при помощи лазерного излучения (см. Сизифово охлаждение).
Йоханнес Штарк открыл явление расщепления оптических линий в электрическом поле в 1913 году, за что в 1919 году был награждён Нобелевской премией. Независимо от Штарка, а по мнению исследователей, до него, эффект был обнаружен итальянским физиком Антонио Ло Сурдо.

## Линейный эффект Штарка
Линейный эффект Штарка, то есть расщепление спектральных термов, величина которого пропорциональна первой степени напряжённости электрического поля, наблюдается только у водородоподобных атомов. Этот факт объясняется тем обстоятельством, что только у таких атомов наблюдается вырождение термов с разными значениями орбитального квантового числа.
Оператор Гамильтона водородоподобного атома во внешнем электрическом поле с напряженностью {\displaystyle \mathbf {E} } имеет вид
{\displaystyle {\hat {H}}=-{\frac {\hbar ^{2}}{2m_{e}}}\Delta -{\frac {Ze^{2}}{r}}-e\mathbf {r} \cdot \mathbf {E} },
где me — масса электрона, e — элементарный заряд, Z — зарядовое число ядра (равно 1 для атома водорода), {\displaystyle \hbar } — приведённая постоянная Планка. Формула записана в гауссовой системе.
Задачу об отыскании собственных значений этого гамильтониана невозможно решить аналитически. Задача некорректна в том смысле, что стационарных состояний не существует из-за отсутствия у гамильтониана (для случая однородного электрического поля) дискретного спектра. Квантовый туннельный эффект рано или поздно приведёт атом к ионизации. Линейные относительно электрического поля смещения электронных термов находятся с помощью теории возмущений. Теория возмущений справедлива, если напряжённость поля не превышает 104 В / см. Единственный точный результат, который вытекает из осевой симметрии задачи — это сохранение магнитного квантового числа m. Другие результаты сводятся к следующим утверждениям:
- энергия основного состояния не меняется.
- Первое возбуждённое состояние с главным квантовым числом n=2 в случае, когда поля нет, четырёхкратно вырождено. В электрическом поле вырождение снимается частично. Два состояния остаются на месте, два других имеют энергию
{\displaystyle E=-{\frac {(Ze)^{2}}{8a_{0}}}\pm 3e|\mathbf {E} |a_{0}/Z},
где {\displaystyle a_{0}} — боровский радиус.
- Высшие термы атома водорода расщепляются на 2n − 1 компоненту, где n — главное квантовое число. Частичное снятие вырождения связано с тем фактом, что во внешнем электрическом поле сохраняется осевая симметрия.

Расщепление электронных термов проявляется в оптических спектрах. При этом переходы с {\displaystyle \Delta m=0}, где m — магнитное квантовое число, при наблюдении в направлении, перпендикулярном к полю, поляризованы продольно полю (π-компоненты), а линии с {\displaystyle \Delta m=1} — поперечно ему (σ-компоненты).

## Квадратичный эффект Штарка
Большинство атомов не является водородоподобными, и расщепление их спектральных линий в электрическом поле пропорционально квадрату напряжённости электрического поля. Такой эффект Штарка называется квадратичным. Теория этого эффекта была построена в 1927 году. Она утверждает, что уровень, который характеризуется главным квантовым числом n и орбитальным квантовым числом l, расщепляется на l + 1 подуровней по числу возможных значений модуля магнитного квантового числа m. Смещение каждого из подуровней пропорционально квадрату напряжённости электрического поля, но разное по величине. Самое большое смещение имеет уровень с m = 0, самое маленькое — с m = l.

## Уширение Штарка
Переменный эффект Штарка является причиной уширения спектральных линий в интенсивных электромагнитных полях.